# Blacourt

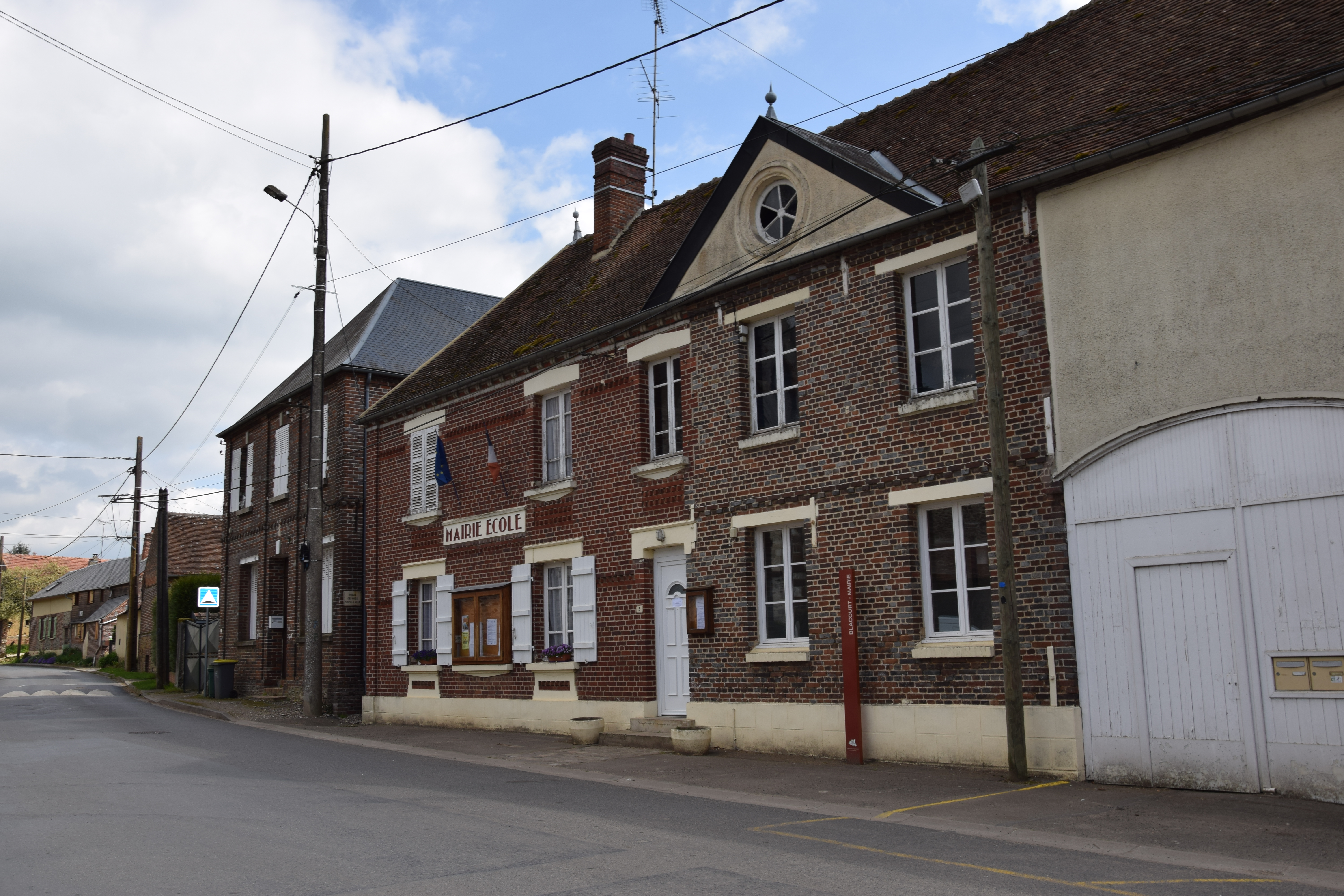
Blacourt (2017)

Blacourt ist eine französische Gemeinde mit 576 Einwohnern (Stand 1. Januar 2022) im Département Oise in der Region Hauts-de-France. Die Gemeinde liegt im Arrondissement Beauvais und ist Teil der Communauté de communes du Pays de Bray und des Kantons Grandvilliers.

## Geographie
Die Gemeinde liegt rund 13 Kilometer östlich von Gournay-en-Bray zwischen dem Avelon und dem Bach Ruisseau des Raques, der im Gemeindegebiet in den Avelon mündet. Zu Blacourt gehören die Weiler Montreuil, Avelon, Élincourt und La Haute Rue. Die Bahnstrecke von Goincourt nach Gournay-Ferrières, die durch die Gemeinde führte, ist aufgelassen (Reiseverkehr seit 1939 eingestellt) und abgebaut.

## Einwohner
| 1962 | 1968 | 1975 | 1982 | 1990 | 1999 | 2006 | 2011 |
| ---- | ---- | ---- | ---- | ---- | ---- | ---- | ---- |
| 308  | 283  | 285  | 352  | 371  | 410  | 478  | 558  |

## Sehenswürdigkeiten
- Kirche Saint-Martin[1] (siehe auch: Liste der Monuments historiques in Blacourt)
- Kapelle Dieu-de-Pitié[2]